# Паметна табела (корабостроене)
Паметна табела е поставяна по традиция метална пластина, която в началото на строителството се поставя в основите на голямо съоръжение: здание, плавателен съд и т.н. Може да съдържа сведения за датата на започване, за присъстващите високопоставени лица, имената на строителите, името на съоръжението и друга информация.

## Корабостроене
В корабостроенето паметната табела е метална (хромирана, стоманена, медна или сребърна) пластина с паметен текст, която се поставя в специален джоб на първата строителна секция по време на церемонията по залагането на корабния корпус. Като правило, табелата съдържа името на кораба (съда), датата на започване на неговото строителство и някои други сведения.
От древни времена майсторите-корабостроители имат обичай да поставят в корпуса или под мачтите монети или талисман, които, както се предполага, могат да подобрят или да защитават от свръхестествени сили морската среда. В Русия тази традиция получава развитие в началото на XVIII век във връзка със зараждането на собствен военноморски флот, когата във форщевена и ахтерхщевена на строящия се съд се поставят златни монети. Примерно в края на XVIII – началото на XIX век майсторите започват заедно с монетите в кила да поставят и медали с имената на строителите, а също така – с името и ранга на строящия се кораб. Според обичая водещият церемонията по залагането забива първия крепежен елемент със специално сребърно чукче. С течение на времето размерите на медала нарастват и той постепенно еволюционира в съвременните паметни табели.
Обширна колекция от над 500 такива табели се съхранява в Централния военноморски музей в Санкт Петербург.